# Американець у Римі
«Американець у Римі» (італ. Un americano a Roma) — італійський комедійний фільм 1954 року режисера Стено. Фільм є сатирою на американізацію італійського суспільства. Головну роль зіграв італійський актор Альберто Сорді. Фільм став дебютом в кіно для швейцарської акторки Урсули Андресс, яка виконала епізодичну роль.
Фільм був внесений до списку 100 італійських фільмів, які потрібно зберегти (100 film italiani da salvare), від післявоєнних до вісімдесятих років.

## Сюжет
Молодий італієць Нандо Моріконі, який живе в Римі зі своїми батьками, захоплюється всім, що походить із США. Він відвідує кінотеатр, у якому дивиться американські фільми, намагається говорити англійською мовою, носить одяг, який, на його думку, носять американці, ходить, як американський кіноактор Джон Вейн, їсть кукурудзяні пластівці з кетчупом. Все його життя — смішна пародія на стиль американського життя. Та найбільшою мрією для Нандо — поїхати до Америки. Чи допоможе Нандо зустріч з американцем з посольства здійснити його мрію?

## Ролі виконують
- Альберто Сорді — Фердинандо, Нандо Меріконі, «Санті Бейлор»
- Марія Пія Казільо[it] — Ельвіра
- Джуліо Калі[it] — Маріо Меріконі
- Аніта Дуранте[it] — Маргеріта Анігретті
- Карло делле П'яне[it] — Ромоло Пеллакьоні
- Урсула Андресс — Астрід Сьостром, акторка
- Леопольдо Трієсте — глядач

## Навколо фільму
Персонаж Нандо Меріконі вперше появився в 1953 році у фільмі редисера Стено — «День в окружному суді». Пізніше, в 1975 році, роль цього персонажа як завзятого та незграбногой охоронця зіграв Альберто Сорді в фільмі режисера Серджо Корбуччі «Під яким ти знаком?».